# Fatma El Sharnouby
Fatma El Sharnouby (Arabisch: فاطمة نجيب الشرنوبي) (18 november 1997) is een atleet uit Egypte.
Op de Olympische Jeugdzomerspelen 2014 nam El Sharnouby deel aan de 8x100 meter estafette, en de 1500 meter.
El Sharnouby nam deel aan de Olympische Zomerspelen van Rio de Janeiro op het onderdeel 800 meter. Ze eindigde als laatste in haar serie, in een tijd van 2:21.24 . Ze zakte, bevangen door de warmte na de finish in elkaar, en werd door het medisch personeel op een brancard van de atletiekbaan gedragen.
- World Athletics: 14475147